# Antonina Dragašević
Antonina Dragašević, cyr. Антонина Драгашевић (z domu Georgiewa, bułg. Георгиева; ur. 25 marca 1948 w Warnie) – bułgarska szachistka, reprezentująca od 1978 Jugosławię, a następnie Serbię i Czarnogórę oraz Serbię, mistrzyni międzynarodowa od 1972 roku. W czasie swojej kariery występowała zarówno pod nazwiskiem panieńskim, jak i Georgiewa-Dragašević.

## Kariera szachowa
Do czasu zmiany obywatelstwa należała do ścisłej czołówki bułgarskich szachistek. Czterokrotnie (1968, 1970, 1971, 1977) zdobyła złote medale indywidualnych mistrzostw kraju. W latach 1966–1974 czterokrotnie (w tym raz na I szachownicy) reprezentowała narodowe barwy na szachowych olimpiadach, w 1969 zdobywając wspólnie z drużyną brązowy medal. Po raz piąty w turnieju olimpijskim wzięła udział w 1980, w drużynie Jugosławii.
W 1968 zajęła IV m. (za Marią Ivanką, Margaretą Teodorescu i Waltraudą Nowarra) w turnieju strefowym (eliminacji mistrzostw świata) w Zinnowitz. W tym samym roku podzieliła IV-V m. we Włodzimierzu, natomiast w 1971 podzieliła IV-VII m. we Vrnjackiej Banji. W 1974 zajęła II m. w Płowdiwie, w 1975 zwyciężyła w Belgradzie, w 1983 zajęła V m. w mieście Jajce, w 1988 zajęła V m. w Belgradzie, natomiast w 1989 podzieliła IV-V m. (za Agnieszką Brustman, Hanną Ereńską-Radzewską i Ritą Kas, wspólnie z Aną-Marią Botsari) w Dortmundzie.
W 2005 zajęła VI miejsce, natomiast w 2006 – V miejsce na mistrzostwach świata seniorek (zawodniczek powyżej 50. roku życia), natomiast w 2008 zajęła IV m. w mistrzostwach Europy w tej kategorii wiekowej.
Najwyższy ranking w karierze osiągnęła 1 stycznia 1988, z wynikiem 2245 punktów dzieliła wówczas 71–74. miejsce na światowej liście FIDE, jednocześnie zajmując 9. miejsce wśród jugosłowiańskich szachistek.